# Murray (Iowa)
Murray es una ciudad ubicada en el condado de Clarke en el estado estadounidense de Iowa. En el Censo de 2010 tenía una población de 756 habitantes y una densidad poblacional de 367,62 personas por km².

## Geografía
Murray se encuentra ubicada en las coordenadas 41°2′29″N 93°56′56″O / 41.04139, -93.94889. Según la Oficina del Censo de los Estados Unidos, Murray tiene una superficie total de 2.06 km², de la cual 2.06 km² corresponden a tierra firme y (0%) 0 km² es agua.

## Demografía
Según el censo de 2010, había 756 personas residiendo en Murray. La densidad de población era de 367,62 hab./km². De los 756 habitantes, Murray estaba compuesto por el 98.15% blancos, el 0.53% eran afroamericanos, el 0% eran amerindios, el 0% eran asiáticos, el 0% eran isleños del Pacífico, el 1.32% eran de otras razas y el 0% pertenecían a dos o más razas. Del total de la población el 2.91% eran hispanos o latinos de cualquier raza.